# Olivia Sage

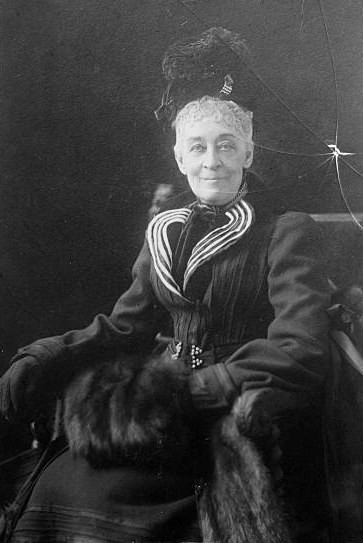
Olivia Sage (1910)

Margaret Olivia Slocum Sage (* 8. September 1828 in Syracuse, New York; † 4. November 1918 in New York City), bekannt als Olivia Sage, war eine US-amerikanische Philanthropin, die Bildung und fortschrittliche Zwecke förderte. Sie wurde 1869 die zweite Ehefrau des Industriellen Russell Sage. Nach seinem Tod 1906 erbte sie sein Vermögen, das auf 63.000.000 US-Dollar geschätzt wurde und über das sie nach eigenem Ermessen verfügte.
Als frühere Lehrerin unterstützte Sage vor allem Bildungseinrichtungen, so spendete sie der Syracuse University und anderen Universitäten sowohl Beiträge für Bildungsgänge als auch Gebäude. Sie gründete 1907 die Russell Sage Foundation und 1916 das Russell Sage College sowie Stiftungsprogramme für Frauen.

## Frühe Jahre und Bildung
Olivia Slocum wurde in Syracuse im Bundesstaat New York als Tochter von Margaret Pierson und Joseph Slocum geboren. In Folge der Wirtschaftskrise von 1837 mit dem Rückgang des Kanalverkehrs nach dem Bau von Eisenbahnen im ganzen Staat, begannen die Unternehmen und Geschäfte ihres Vaters zusammenzubrechen. Trotz der finanziellen Engpässe des Vaters besuchte Olivia Slocum Privatschule und erhielt einen Abschluss am Troy Female Seminary.

## Karriere
Olivia Slocum verdiente ihren eigenen Lebensunterhalt durch Unterricht, den sie 20 Jahre lang in Syracuse und Philadelphia gab. Ihr Vater erholte sich nach der Krise nicht mehr und 1857 verkaufte er, schwer an Tuberkulose erkrankt, den Familienwohnsitz in Syracuse, so dass Olivia Slocum und ihre Mutter zu Verwandten ziehen mussten.
Während des Amerikanischen Bürgerkriegs zog sie nach Philadelphia um, wo sie bei einer reichen Familie als Gouvernante arbeitete. Außerdem leistete sie Freiwilligendienst in einem Militärkrankenhaus.

## Hochzeit und Familie
Im Jahr 1869 heiratete die 41-jährige Olivia Slocum den 53-jährigen Russell Sage, einen Witwer, Finanzier und Manager bei der Eisenbahn. Die Ehe war kinderlos. Sie beteiligte sich an Aktivitäten, die durch ihre Rolle als seine Frau definiert wurden.
Russell Sage starb 1906 und hinterließ deinen gesamten Besitz im Wert von 70 Millionen US-Dollar seiner Frau. Sie erhielt keine Vorgaben für die Verwendung des Besitzes.

## Philanthropie
Sie fasste ihre persönliche Philosophie im Artikel "Opportunities and Responsibilities of Leisured Women" („Chancen und Pflichten freizeitbeschäftigter Frauen“) zusammen. Als wichtige Aufgaben erachtete sie beispielsweise, den Unglücklichen zu helfen, indem man ihnen ein gutes Umfeld, Möglichkeiten zur Selbsthilfe und Eigenverantwortung sowie Schutz vor Skrupellosen biete. 

### Russell Sage Foundation
Ihre größte Einzelspende in Höhe von 10 Millionen US-Dollar gab Sage aus, um die Stiftung nach ihrem verstorbenen Ehemann benannte Russell Sage Foundation zu gründen und auszustatten. Die Stiftung gibt Studien zum Verständnis gesellschaftlicher Themen in Auftrag und empfiehlt Lösungen.

### Spenden an Bildungseinrichtungen
Olivia Sage gab der Syracuse University 1905 bekannt, dass sie Yates Castle und das zugehörige Grundstück kaufen wolle, um einen Ort für die Ausbildung von Lehrern zu schaffen. An ihrem Geburtstag im Jahr 1909 spendete sie der Syracuse University 50.000 US-Dollar.
1908 spendete Sage 650.000 US-Dollar an die Yale University, damit diese ein Grundstück erwerben, worauf sich heute der Science Hill befindet, das die naturwissenschaftlichen Fakultäten der Physik und Biologie beherbergt. 1909 stiftete sie die Holder Hall an die Princeton University. Diese wurde nach Sages Vorfahr Christopher Holder benannt wurde, einem Quäker, der wegen seiner Religion im kolonialen Massachusetts verfolgt wurde.

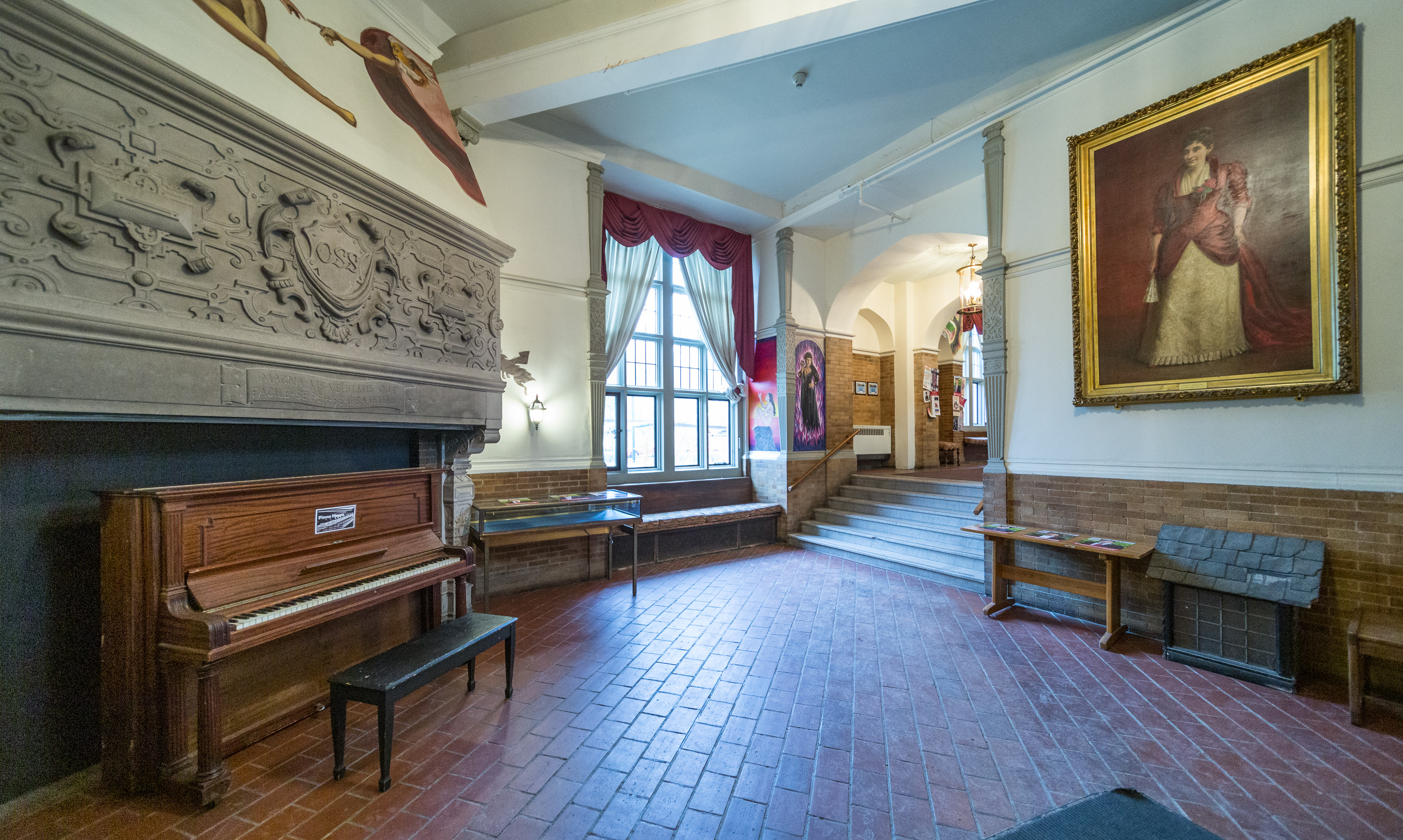
Porträt von Olivia Sage in der Risley Hall an der Cornell University

Zwei Jahre später spendete Sage der Cornell University eine Summe in Höhe von 300.000 US-Dollar, damit diese ein Wohnheim für Frauen baut, die nach ihrer Schwiegermutter Prudence Risley benannte Risley Hall. Zu ihrer Förderung der Frauenbildung gehörte zudem 1912 die Finanzierung der Errichtung des Olivia Josselyn House am Vassar College, das nach ihrer eigenen Großmutter benannt wurde. Zur damaligen Zeit studierten ausschließlich Frauen an diesem College unterrichtet.
Sage kaufte 1915 die National Training School in Durham (heute: North Carolina Central University) von Thomas A. Gorman, der die Schule zuvor für 25.100 US-Dollar erworben hatte. Ursprünglich wurde die Institution von James E. Shepard gegründet und geleitet worden, er musste sie aber aufgrund seiner Schulden veräußern. Nach dem Kauf setzte Sage Shepard wieder als Leiter sowie ein neues Kuratatorium für die Schule ein.
Im Jahr 1916 gründete Sage das Russell Sage College in Troy im Bundesstaat New York als ein College für Frauen. Das College befindet sich im historischen Viertel von Troy, einem Gebiet das im National Register of Historic Places geführt wird. Es bietet geisteswissenschaftliche und berufsbezogene Studiengänge an.
Außerdem erhielt das Rensselaer Polytechnic Institute eine größere Summe, unter anderem für den Bau eines Labors.

### Sag Harbor
Sage sicherte die Finanzierung der Pierson Middle-High School in Sag Harbor. Die Schule wurde nach ihrem Vorfahren Abraham Pierson benannt, einem der frühen europäischen Siedler auf Long Island. Der Bau der Schule wurde 1908 nach Kosten von 102.000 US-Dollar vollendet.
Olivia Sage verbrachte in der Regel ihre Sommer in einem Haus in Sag Harbor, einem Dorf im Osten Long Islands, in dem früher Walfang und Fischerei betrieben wurde. Sie organisierte eine Sammlung für den Bau einer Bibliothek, wobei der Großteil der Spenden dieser Sammlung von ihr selbst stammten. Die Bibliothek wurde nach ihrem Großvater John Jermain benannt, der während der Amerikanische Revolution kämpfte. Entworfen wurde die Bibliothek von Augustus N. Allen. Sage übergab sie 1910 den Bewohnern von Sag Harbor. Das Grundstück lag genau gegenüber ihrer Sommerresidenz und kostete sie 10.000 US-Dollar.
Ihre langjährige Sommerresidenz in Sag Harbor wurde später für das Walfangmuseum des Ortes genutzt. 2017 wurde von der William G. Pomeroy Foundation im Rahmen der Feierlichkeiten zum 100-jährigen Frauenwahlrecht im Bundesstaat New York eine Infotafel, ein Historic Roadside Marker, vor dem Grundstück aufgestellt, um Sages Beitrag zur Suffragettenbewegung zu würdigen.

### Weitere Spenden
Sage wurde Förderin von E. Lilian Todd, die weltweit als erste Frau Flugzeuge konstruierte, nachdem Todd 1906 Entwürfe bei einer Ausstellung im Madison Square Garden gezeigt hatte.
Sie spendete der Regierung die Insel Constitution Island im östlichen Hudson River als Ergänzung zum gegenüber gelegenen West Point.
1912 erwarb Sage die Insel Marsh Island im Golf von Mexiko, um hier ein Rückzugsgebiet für Vögel und andere Wildtiere einzurichten. Die Insel schenkte die 1920 dem Bundesstaat Louisiana, die Erhaltung dieses Lebensraum fortführte.

### Nachlass
Einen Teil ihres Vermögens teilte sie in ihrem Testament in 52 gleich große Teile auf. 19 Bildungsinstitutionen erhielten jeweils einen Teil in Höhe von 800.000 US-Dollar. Einen doppelten Anteil in Höhe von 1,6 Millionen US-Dollar erhielten die Emma Willard School, ein Krankenhaus für Frauen, die Children’s Aid Society, die Charity Organization Society, das Metropolitan Museum of Art, das American Museum of Natural History und die Syracuse University. Außerdem hinterließ sie größere Summen verschiedene Kirchen, Missionen und anderen religiösen Einrichtungen.
In ihrem Vermächtnis spendete Sage 1919 postum 2.750.000 US-Dollar für die Gründung der Russell Sage Foundation Homes, einer Vorstadtgemeinde in Forest Hills in Queens. 